# Pyrrhalta tumida
Pyrrhalta tumida es una especie de insecto coleóptero de la familia Chrysomelidae.
Fue descrita científicamente en 1963 por Gressitt & Kimoto.